# Fernando Gorriarán
Fernando Gorriarán, vollständiger Name Fernando Gorriarán Fontes, (* 27. November 1994 in Montevideo) ist ein uruguayischer Fußballspieler.

## Karriere

### Verein
Der 1,68 Meter große Mittelfeldakteur Gorriarán wurde zur Apertura 2013 aus der Nachwuchsmannschaft in den Erstligakader des in Montevideo angesiedelten uruguayischen Klubs River Plate Montevideo berufen. In der Saison 2013/14 belegte er mit seinem Verein den 3. Platz der Jahresgesamttabelle. Gorriarán trug dazu mit 13 Einsätzen in der Primera División bei. Ein Tor erzielte er nicht. In der Saison 2014/15 wurde er in 21 Erstligaspielen (ein Tor) und vier Partien (kein Tor) der Copa Sudamericana 2014 eingesetzt. Während der Spielzeit 2015/16 kam er 23-mal (ein Tor) in der höchsten uruguayischen Spielklasse und fünfmal (kein Tor) in der Copa Libertadores 2016 zum Einsatz. In der Saison 2016 bestritt er 13 Erstligaspiele (kein Tor). Während der Spielzeit 2017 stehen 16 weitere Erstligaeinsätze (vier Tore) für ihn zu Buche. Mitte Juni 2017 verpflichtete ihn der ungarische Erstligist Ferencváros Budapest. Bislang (Stand: 22. Juli 2017) wurde er dort in einem Erstligaspiel (kein Tor) und vier Partien (kein Tor) der Europa-League-Qualifikation eingesetzt.

### Nationalmannschaft
Gorriarán kann keine Länderspieleinsätze in den verschiedenen Altersklassen der Juniorenauswahlen aufweisen. Er gehörte jedoch dem Aufgebot der von Fabián Coito trainierten uruguayischen U-22 bei den Panamerikanischen Spielen 2015 in Toronto an und gewann mit der Celeste das Turnier.
2021 wurde Gorriarán erstmals in den A-Kader Uruguays berufen. Bei den Spielen zur Fußball-Weltmeisterschaft Qualifikation für die Fußball-Weltmeisterschaft 2022 war er im Juni des Jahres im gegen Venezuela und Paraguay dabei. In beiden Spielen saß er auf der Reservebank. Im Spiel gegen Venezuela am 8. Juni wurde er in der 89. Minute für Lucas Torreira eingewechselt. Direkt im Anschluss reiste er mit der Mannschaft nach Brasilien zur Austragung der Copa América 2021. In dem Turnier kam Gorriarán über die Rolle eines Reservespielers nicht hinaus. Er saß drei Mal auf der Bank und wurde lediglich in der Schlussphase des Spiels gegen Argentinien am 18. Juni eingewechselt, in der 84. Minute für Federico Valverde.

## Erfolge
- Goldmedaille Panamerikanische Spiele 2015